# Tengo ganas de ti
Tengo ganas de ti è un film del 2012 diretto da Fernando González Molina.
Pellicola di produzione spagnola con protagonisti Mario Casas, Clara Lago e María Valverde.
Si tratta del remake del film italiano del 2007 Ho voglia di te, diretto dal regista Luis Prieto, tratto dal romanzo omonimo di Federico Moccia.
Questo film è il seguito di Tres metros sobre el cielo, che a sua volta è il remake del film Tre metri sopra il cielo.

## Trama
Dopo aver trascorso due anni a Londra, Hache rientra a casa in Spagna. Durante la sua assenza, non ha mai dimenticato l'intensa storia d'amore con Babi ma, quando incontra Gin, pensa di potersi innamorare di nuovo. Dimenticare il primo amore però non è semplice e l'incontro casuale con Babi fa crollare il precario equilibrio di Hache, coinvolto suo malgrado in un triangolo amoroso.

## Adattamento dei nomi
- Stefano Mancini è diventato Hugo Olivera, e il suo soprannome Step e diventato Hache anche se spesso indicato semplicemente con "H".
- Fabrizia "Babi" Gervasi è stato adattato solo in Babi Alcazar.
- Pallina Lombardi è diventato Katina Herreruela.
- Chicco Brandelli è diventato Chico.
- Il Siciliano è stato adattato come Chino, che significa "cinese" in spagnolo.
- La madre di Babi, da Raffaella è stato adattato in Rafaela.
- Paolo Mancini e stato adattato in Alejandro Olivera.
- Il nome della protagonista femminile è sempre Ginevra, come nella versione italiana.

## Differenze tra il film italiano e quello spagnolo
- Diversamente dal libro e dal film italiano, la sorella di Babi non viene trovata da Katina dopo il rapporto sessuale sotto l'abuso di sostanze stupefacenti, e quindi non è Hugo a riaccompagnarla a casa.
- Il primo appuntamento tra Hugo e Gin si svolge nello stesso modo del libro, diversamente dal film italiano.
- Nel libro e nel film italiano Katina e Babi non si incontrano per caso in discoteca e si riparlano brevemente, quindi non è Babi a chiamare Katina per chiederle di rivedere Hugo a una festa a sua insaputa.
- Nel libro e nella versione italiana Katina si fidanza con un suo vecchio amico, Dema, e non con il fratello di Gin.